# هنري دبليو. لي
هنري دبليو. لي (بالإنجليزية: Henry W. Lee)‏ هو قسيس أمريكي، ولد في 29 يوليو 1815 في هامدن في الولايات المتحدة، وتوفي في 26 سبتمبر 1874 في دافنبورت في الولايات المتحدة.